# Josef Bernt
Johann Josef Bernt (14. září 1770 Litoměřice – 27. dubna 1842 Vídeň) byl česko-rakouský soudní lékař, patolog a epidemiolog. Výrazně se zasloužil o šíření veřejného očkování proti pravým neštovicím v Rakouském císařství.

## Život

### Mládí
Narodil se v Litoměřicích v severních Čechách do německy mluvící rodiny. Vystudoval medicínu na pražské univerzitě, doktorát získal v roce 1797. Krátce pak působil jako praktický lékař v Litoměřicích, České Lípě, posléze jako tovární lékař v Kosmonosích. V letech 1804 až 1807 působil jako člen zdravotní komise během hladové krize v Podkrkonoší.

### Odborné působení
Roku 1808 byl jmenován univerzitním profesorem v Praze, od roku 1813 až do své smrti pak působil na Vídeňské univerzitě. Od roku 1832 byl Bernt redaktorem odborného časopisu Lékařská ročenka. Rovněž prosazoval povinné provedení hydrostatické zkoušky plic u novorozenců. V odborné praxi se dále zaměřoval na patologii. Ve Vídni byl pod Berntovou záštitou zřízen Ústav soudního lékařství s velkolepou pitevní halou, z něhož vzešel pozdější Ústav soudního lékařství ve Vídni (GMW).
Ve výuce mj. prosazoval pozorování ran a zranění živých pacientů v rámci patologické praxe.

### Veřejné očkování
Při své studijní cestě do Bambergu roku 1801 se zde seznámil s veřejným očkováním proti pravým neštovicím, tehdy onemocnění s vysoko úmrtností, metodou vyvinutou anglickým lékařem Edwardem Jennerem. Tuto metodu se pak pokoušel prosazovat také v Rakouském císařství, kde se však trend šířil pomalu.

### Úmrtí
Johann Josef Bernt zemřel ve Vídni 27. dubna 1842 ve věku 71 let a byl zde pravděpodobně také pohřben.
Jeho nástupcem v čele patologického ústavu se stal lékař Jakob Kolletschka.

## Dílo
- Systematická příručka forenzní farmakologie . Vídeň 1813 (5. Vydání 1846)
- Systematická příručka veřejného zdravotnictví . Wimmer, Vídeň 1818.
- Systematický manuál léčivé esence : po dkk oesterr. Léčivé zákony ; pro použití lékaři, chirurgy, lékárníky, policisty a pro veřejnost přednášky . Gerold, Vídeň 1819 Digitalizované vydání Univerzitní a Státní knihovny Düsseldorf
- Pokyny pro vypracování lékařských a soudních nálezů a znaleckých posudků pro potenciální lékaře, chirurgy a pracovníky soudu Carl Gerold, Vídeň 1821.
- O morové infekci a její prevenci . JB Wallishausser, Vídeň 1832.